# Cao Ly Anh Tông
Cao Ly Anh Tông (Hangul: 고려 영종, chữ Hán: 高麗 英宗; tháng 8 năm 1223 – ?), tên thật là Vương Xương (왕창, 王淐) hay Vương Khản (왕간, 王侃), là một vị vua lâm thời của Cao Ly. Tuy được truy tôn miếu hiệu nhưng ông không được xem là một vị vua chính thức.
Anh Tông là con của Cao Ly Cao Tông và là em ruột của Cao Ly Nguyên Tông.

## Tiểu sử
Khi còn là vương tử, ông được Cao Tông sắc phong làm An Khánh công (안경공, 安慶公).
Năm 1269, Lâm Diễn (임연, 林衍) đã tiến hành chính biến để loại bỏ Nguyên Tông. Diễn đã đưa An Khánh công Vương Xương lên ngôi, tức Anh Tông. Vua Nguyên là Hốt Tất Liệt đã cử binh sang Cao Ly đàn áp quân phiến loạn. Năm 1270, Lâm Diễn và con trai là Lâm Duy Mậu bị quân Nguyên giết, kết thúc 100 năm Vũ thần chính quyền.
Không rõ kết cục của An Khánh công như thế nào, chỉ biết sau đó ông bị phế truất và người anh của ông lại tái đăng quang, tức Cao Ly Nguyên Tông.
Năm Cung Nhượng Vương thứ 3 (1391), bộ Lễ nghị tội An Khánh công âm mưu soán ngôi, vì thế không đồng ý với miếu hiệu Anh Tông của ông và không cho hưởng nghi lễ chính đáng của một quốc vương.

## Gia quyến
- Cha: Cao Ly Cao Tông.
- Mẹ: An Huệ Vương hậu (안혜왕후; ? – 1232), con gái của Cao Ly Hi Tông, xét vai vế thì bà là chị họ của Cao Tông. Nguyên Tông truy phong Vương thái hậu.
- Vương huynh: Cao Ly Nguyên Tông.
- Vợ: Không rõ.
- Con:
  1. Hán Dương hầu Vương Huyên (한양후 왕현), lấy Minh Thuận Viện phi, là con gái của Cao Ly Trung Liệt Vương.
  2. Quế Dương hầu Vương Quang (왕청 익양군).